# Virgil Actarian
Virgil Ionel Corneliu Actarian (* 19. September 1921 in Giurgiu, Kreis Giurgiu; † 1998 in Bukarest) war ein rumänischer Politiker der Rumänischen Kommunistischen Partei PCR (Partidul Comunist Român), der unter anderem zwischen 1973 und 1975 Minister für Werkzeugmaschinenbau und Elektrotechnik war.

## Leben
Actarian begann nach dem Besuch des Gymnasiums in Bukarest 1939 ein Maschinenbaustudium, das er 1944 als Maschinenbauingenieur abschloss. Nach Abschluss des Studiums war er zwischen 1944 und 1947 Ingenieur und Sektionschef in der Maschinenbaufabrik Reșița und trat in dieser Zeit zunächst der am 8. Mai 1921 gegründeten Rumänischen Kommunistischen Partei PCdR (Partidul Comunist din România) bei. Anschließend wurde er 1947 zunächst Ingenieur sowie im Januar 1953 Direktor der Öl- und Energieanlagenfabrik Vulcan București sowie danach 1954 Direktor der Traktorenfabrik Tractorul in Brașov. Nachdem diese am 19. März 1958 in Maschinenfabrik Ernst Thälmann umbenannt wurde, wurde er deren Generaldirektor. Daneben war er seit Juni 1955 Mitglied des Parteikomitees sowie Kandidat des Büros des Parteikomitees im Kreis Brașov.
Am 29. November 1960 wurde er zunächst Vize-Minister für Schwerindustrie beziehungsweise vom 21. März 1961 bis zum 13. Oktober 1969 Vize-Minister des daraus entstandenen Ministeriums für Maschinenbauindustrie. Im Anschluss fungierte er vom 21. Oktober 1969 bis zum 13. September 1971 als Leiter der Abteilung für technisch-materielle Versorgung im Staatlichen Planungskomitee sowie im Anschluss zwischen dem 13. September 1971 und März 1973 als Erster Vize-Minister für die technisch-materielle Versorgung und Kontrolle der festen Managementmittel und Leiter der dortigen Abteilung für technisch-materielle Versorgung. Danach wurde er am 10. März 1973 als Nachfolger von Gheorghe Boldur Minister für Werkzeugmaschinenbau und Elektrotechnik (Ministrul construcțiilor de mașini-unelte și electrotehnicii) und bekleidete diesen Ministerposten durch Constantin Ionescu am 18. März 1975. Auf dem XI. Parteitag der PCR wurde er am 28. November 1974 Kandidat des ZK und behielt diese Funktion bis zum XII. Parteitag der PCR am 23. November 1979. Nach seinem Ausscheiden aus der Regierung wurde er 1975 Direktor der Maschinenbaufabrik Semănătoarea București.